# Scaevatula pellisserpentis
Scaevatula pellisserpentis là một loài ốc biển, là động vật thân mềm chân bụng sống ở biển trong họ Clavatulidae.

## Phân bố
Đây là loài đặc hữu của São Tomé và Príncipe.